# Настоящие быки
Настоящие быки (лат. Bos) — род полорогих парнокопытных, включающий в себя дикий и одомашненный крупный рогатый скот. Иногда его делят на четыре подрода Bos, Bibos, Novibos и Poephagus, однако такое разделение остаётся спорным. На сегодняшний день к роду настоящих быков относятся пять видов, или семь, если считать одомашненные разновидности отдельными видами.

## Происхождение и распространение
По мтДНК Bison и Bos разделились 4,3 млн лет назад.
Считается, что все современные виды настоящих быков произошли от единственного предка — тура (Bos primigenius). Этот вид жил в Евразии до XVII века, пока интенсивная охота не довела его до вымирания. Сегодня в мире насчитывается около 1,3 миллиардов голов домашнего скота и они являются одной из наиболее многочисленных групп млекопитающих. Представители этого рода встречаются по всему миру, а их дикие формы встречаются в различных биоценозах: в прерии, тропических лесах, саваннах и умеренных широтах.
Приручение ныне вымерших диких туров (Bos primigenius), привело к возникновению двух основных таксонов крупного рогатого скота B. taurus и B. indicus. Анализ ядерной ДНК показывает, что одомашнивание B. taurus (дикого быка) и B. indicus (зебу) произошло на Ближнем Востоке и в Юго-Западной Азии от географически разрозненных и генетически различных популяций дикого тура. Анализ митохондриальной ДНК показывает, что дикий бык (Bos taurus) был одомашнен на Ближнем Востоке в неолите. Позже в Европе происходила частичная гибридизация одомашненных быков с местными турами. Большинство центральных и североевропейских туров имеют митохондриальную гаплогруппу P, тогда как у северного и среднеевропейского крупного скота гаплогруппа P почти полностью отсутствует, а преобладает митохондриальная макрогаплогруппа T, филогенетически более близкая к Q, P и R, чем к I. Гаплогруппа P идентифицирована только у двух современных представителей крупного рогатого скота. Митохондриальная гаплогруппа Q возникла в процессе одомашнивания на Ближнем Востоке и близка к гаплогруппе Т. У современного итальянского крупного рогатого скота встречается митохондриальная гаплогруппа R, далёкая от гаплогрупп P, Q и T, что может говорить о древней гибридизации. У зебу выявлена митохондриальная гаплогруппа I. Митохондриальная гаплогруппа Е идентифицирована у нескольких ископаемых образцов из Европы, но отсутствует у современного крупного рогатого скота. У домашнего быка, жившего в Китае ок. 10,6 тыс. лет назад, выявлена митохондриальная гаплогруппа C, ранее не встречавшаяся учёным. У европейских туров выявлены Y-хромосомные гаплогруппы Y1 и Y2. На севере Европы у крупного рогатого скота выявлена Y-хромосомная гаплогруппа Y1, что, возможно, свидетельствует о древней гибридизации.

## Жизненный цикл
Продолжительность жизни настоящих быков составляет 18 — 25 лет в дикой природе и до 36 лет в домашних условиях. Беременность длится, в зависимости от вида, от девяти до одиннадцати месяцев. На свет появляется один, изредка два, детёныша, преимущественно весной.

## Образ жизни
Большинство видов живут и кочуют в стадах, величина которых варьирует от десяти до нескольких сотен животных. В каждом стаде один бык и множество коров. Большую роль играет иерархия в стаде, подрастающие тёлки наследуют место своей матери в стаде. Настоящие быки, как правило, активны днём, однако в самые жаркие часы предпочитают отдыхать. В регионах, где территории стад испытывают влияние деятельности человека, у настоящих быков встречается и ночной образ жизни. Многие виды кочуют в поисках мест, где есть в наличии вода и пища. У настоящих быков длинные языки, чтобы сощипывать всевозможную растительность, а также большие зубы для её пережёвывания.

## Систематика и таксономия
Первым учёным, кто сделал попытку систематизировать животный мир, а также ввёл определение понятия биологического вида, и внедрил в активное употребление понятие биноминальной номенклатуры, был Карл Линней. В 10-й ревизии своего труда «Система природы» (1758—1759) он включил в род настоящих быков (Bos) следующие виды:
- Bos taurus — домашний бык;
- Bos bonasus — европейский бизон (зубр);
- Bos bison — американский бизон;
- Bos bubalis — домашний водяной буйвол;
- Bos indicus — зебу.

После Линнея эта систематика многократно пересматривалась, менялась, дополнялась. Она всегда была спорным вопросом, и на сегодняшний день единая систематика рода настоящих быков ещё не утвердилась. Существует несколько вариантов систематики этого таксона, предлагаемых разными научными организациями.

### Конфликт таксонов
Некоторые животные рода настоящих быков, а также других родов и семейств, представлены двумя формами: одомашненной и дикой. Так, есть домашний бык (Bos taurus) и тур (Bos primigenius), домашний як (Bos grunniens) и дикий як (Bos mutus), гаур (Bos gaur) и гаял (Bos frontalis, домашняя форма гаура). Во всех этих случаях сначала было дано наименование домашним формам, а затем диким. Когда же некоторые учёные попытались отнести домашнюю и дикую форму к одному виду, возник вопрос, какое наименование дать этому общему виду. Объединённая таксономическая информационная служба (ITIS) и справочник «Виды млекопитающих мира» (MSW) относят эти формы к одному виду, давая ему «домашнее» наименование, появившееся раньше «дикого». Национальный центр биотехнологической информации (NCBI, США) относит домашние и дикие формы к отдельным видам, сохраняя их традиционные наименования.
В 2003 году организация Международного кодекса зоологической номенклатуры (ICZN) поставила этот вопрос на обсуждение, в результате чего конфликт был разрешен директивой под названием «Opinion 2027». Эта директива сохраняет правомерность использования 17 наименований видов, включая Bos gaurus, Bos mutus, Bos primigenius, имеющих домашнюю форму. Согласно этой директиве, если дикую и домашнюю формы этих животных относят к одному виду, то этот вид должен принимать наименование дикой формы.

### Систематика в СССР и постсоветских странах
В 1950-х в род Bos, который тогда называли «Быки», или «Туры», советские учёные включали только крупный рогатый скот (Bos taurus) и первобытного быка, или тура (Bos primigenius). Автором этой систематики был И. И. Соколов, который произвёл ревизию семейства полорогих в полном объёме на основании морфологических признаков (1953). Систематика рода Bos была очень спорной, были попытки включить в этот род такие виды как Bos trocheros (Meyer, 1835), Bos mastan-sadei (Burtsch), Bos longifrons (Owen, 1846), Bos minutus (Malsburg, 1946), Bos brachyceros europaeus (Adametz, 1925).
Систематика Соколова не получила широкого признания ни в Советском союзе, ни за рубежом. В 1970-х в род Bos, названный родом настоящих быков, условно включали 5 видов: бантенг (Bos javanicus), гаур (Bos gaurus), купрей (Bos sauveli), тур (Bos primigenius), як (Bos mutus). В целом систематика ещё не была окончательно установлена, но это условное деление сохранилось в СССР до конца существования союза, и была унаследована постсоветскими странами.
В 2000-х И. Я. Павлинов (Зоологический музей МГУ) опубликовал ревизию систематики млекопитающих, основанную на новом филогенетическом мышлении. В новой систематике из рода Настоящих быков был исключён як, который было предложено считать отдельным родом. Систематика рода по Павлинову выглядит следующим образом:
- род Bos  — настоящие быки
  - подрод Bos
    - вид Bos taurus (включающий indicus — Зебу, namadicus — Индийский тур, primigenius — Тур)

  - подрод Bibos
    - Bos frontalis (включающий gaurus — Гаур)
    - Bos javanicus — Бантенг
    - Bos sauveli — Купрей

При этом отмечалось, что «в наиболее широкой трактовке сюда включают Poephagus, реже Bison», а в узком значении сюда входит только подрод Bos с единственным видом Bos taurus.

### Систематика поNCBI
- род Bos (настоящие быки)
  - вид Bos frontalis (гаял)
    - подвид Bos frontalis frontalis

  - вид Bos gaurus (гаур)
  - вид Bos grunniens (домашний як)
    - подвид Bos grunniens mutus

  - вид Bos indicus (зебу)

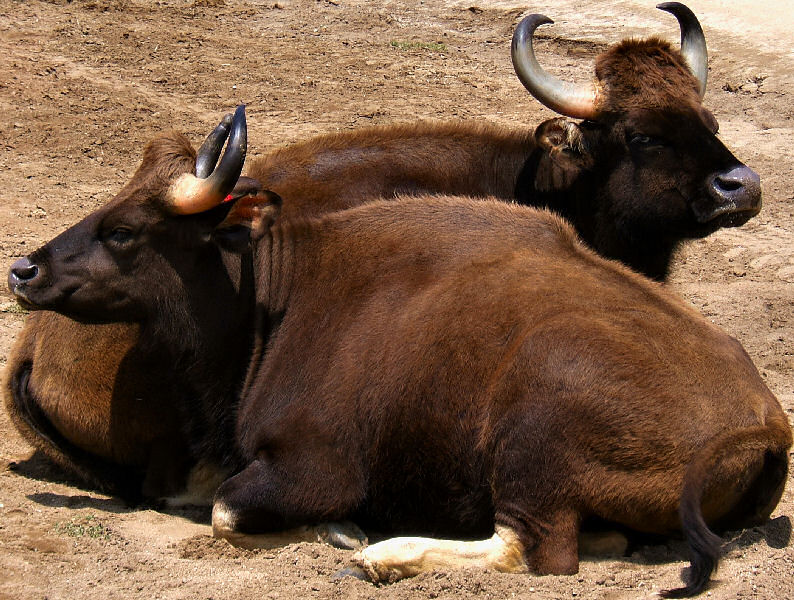
Гаур

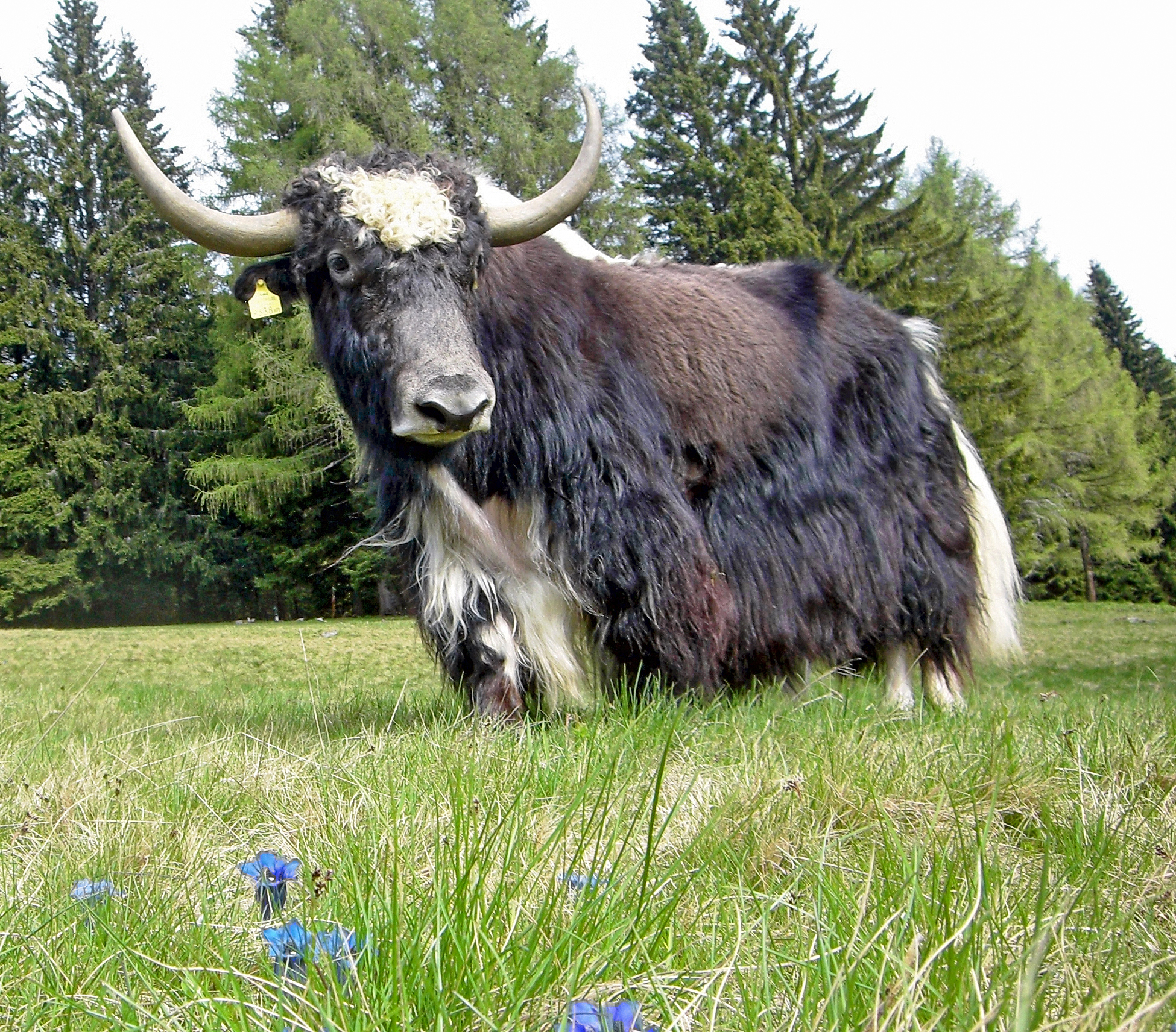
Як

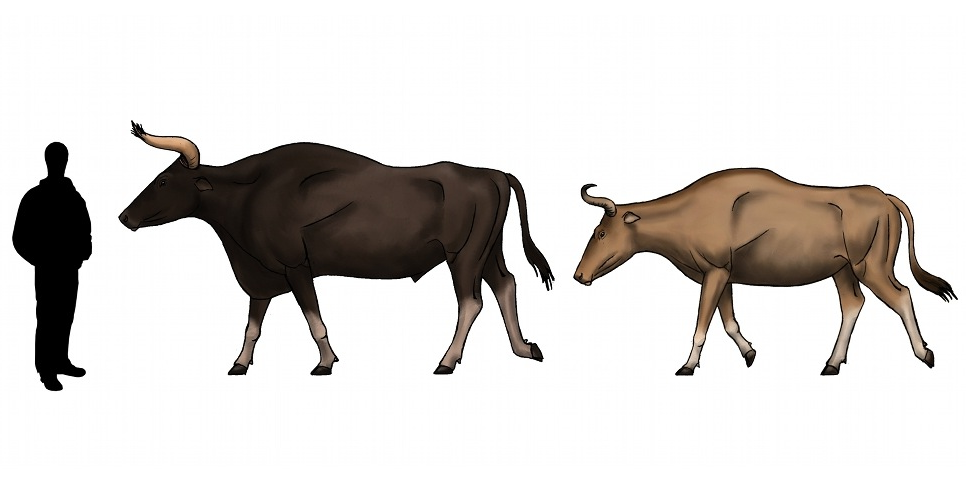
Купрей

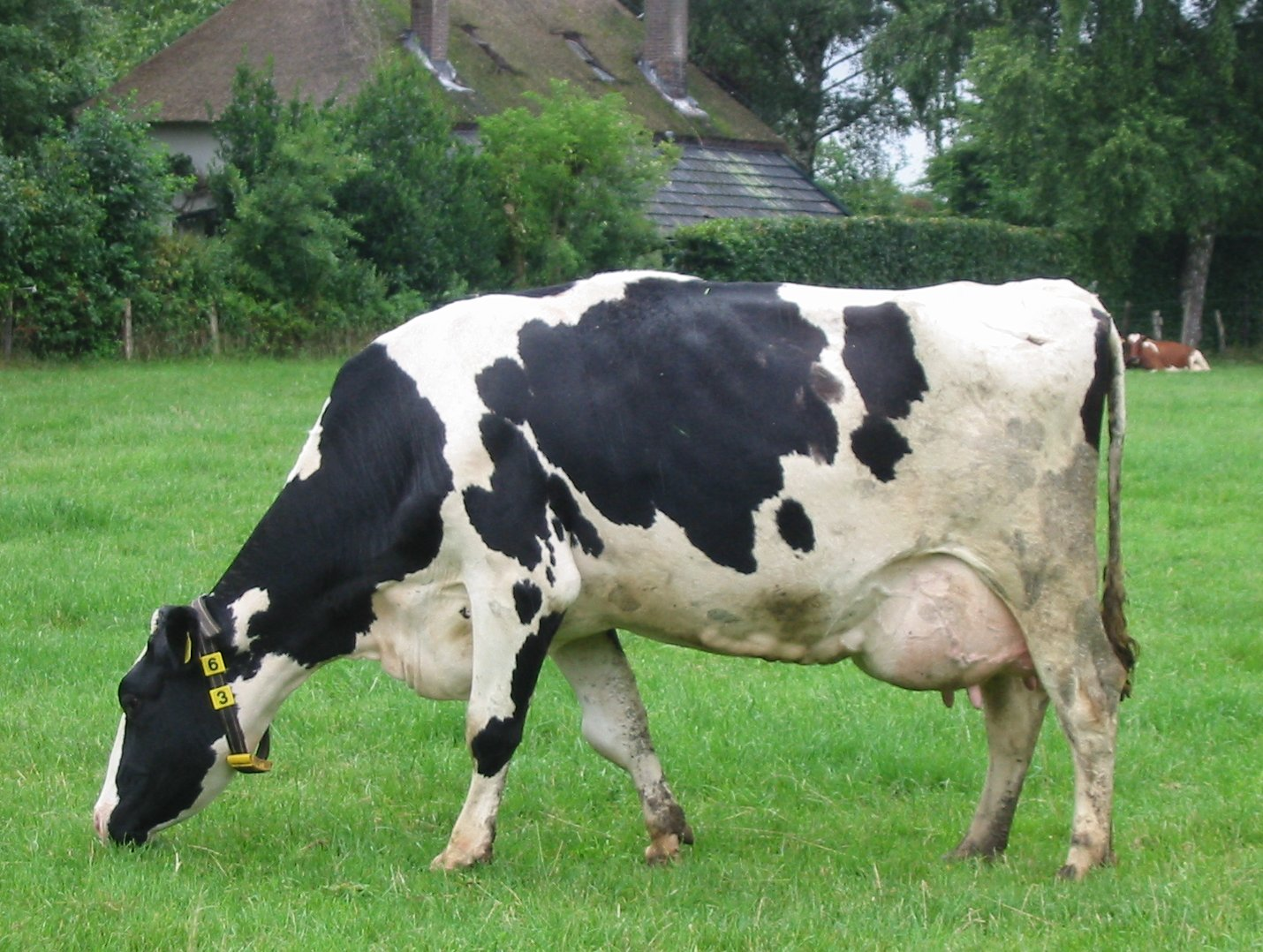
Корова

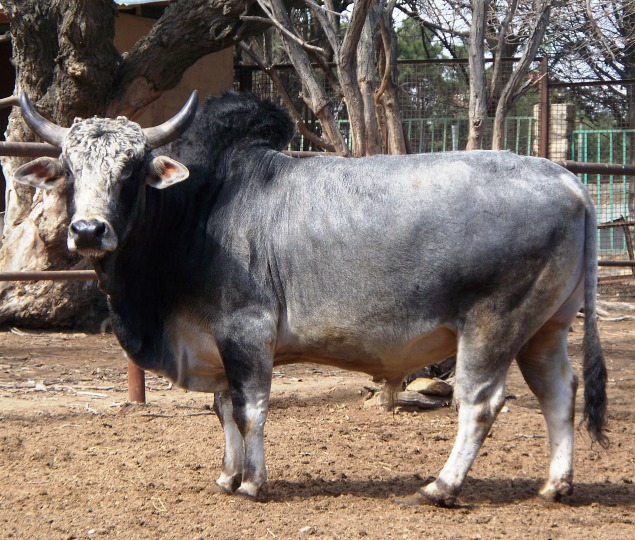
Зебу

    - подвид Bos indicus gudali (зебу Гудали)

  - вид Bos javanicus (бантенг)
    - подвид Bos javanicus birmanicus
    - подвид Bos javanicus javanicus

  - вид Bos mutus (дикий як)
  - вид Bos primigenius (тур)
  - вид Bos sauveli (купрей)
  - вид Bos taurus (домашний бык)
  - Bos hybrids (гибриды быков)
    - Bos frontalis x Bos indicus
    - Bos frontalis x Bos taurus
    - Bos grunniens x Bos indicus
    - Bos grunniens x Bos taurus (дзо)
    - Bos indicus x Bos taurus (гибридный домашний бык)
    - Bos javanicus birmanicus x Bos indicus
    - Bos taurus x Bos indicus

  - вид Bos sp.[9]

### Систематика поITIS[10]
- род Bos (настоящие быки)
  - вид Bos frontalis — гаур, гаял
  - вид Bos grunniens — як
  - вид Bos javanicus — бантенг
  - вид Bos sauveli — купрей
  - вид Bos taurus — тур, домашний бык, зебу

### Систематика поMSW[11]
- род Bos (настоящие быки)
  - вид Bos frontalis (гаур)
    - подвид Bos frontalis frontalis
    - подвид Bos frontalis laosiensis
    - подвид Bos frontalis gaurus
    - подвид Bos frontalis sinhaleyus

  - вид Bos grunniens (як)
    - подвид Bos grunniens grunniens
    - подвид Bos grunniens mutus

  - вид Bos javanicus (бантенг)
    - подвид Bos javanicus javanicus
    - подвид Bos javanicus lowi

  - вид Bos sauveli (купрей)
  - вид Bos taurus (тур)
    - подвид Bos taurus taurus
    - подвид Bos taurus indicus
    - подвид Bos taurus primigenius

### Систематика по европейской базе данныхUniProt[12]
- род Bos (настоящие быки)
  - вид Bos gaurus (гаур)
    - подвид Bos gaurus frontalis (домашний гаял)

  - вид Bos indicus (зебу)
    - подвид Bos indicus gudali

  - вид Bos javanicus (бантенг)
    - подвид Bos javanicus birmanicus
    - подвид Bos javanicus javanicus

  - вид Bos mutus (як)
    - подвид Bos mutus mutus (дикий як)
    - подвид Bos mutus grunniens (домашний як)

  - вид Bos primigenius (тур)
  - вид Bos sauveli (купрей)
  - вид Bos sp.
  - вид Bos taurus (домашний бык)
  - Bos hybrids (гибридные быки)
    - Bos grunniens x Bos indicus
    - Bos grunniens x Bos taurus
    - Bos indicus x Bos taurus
    - Bos javanicus birmanicus x Bos indicus
    - Bos taurus x Bos indicus

### Систематика иная[какая?]
- род настоящие быки (Bos)
  - домашний бык (Bos taurus), включая (в ранге условных подвидов) крупный рогатый скот — домашнего быка (корову) и зебу
  - купрей (Bos sauveli)
  - бантенг (Bos javanicus)
  - гаур (Bos gaurus)
  - як (Bos grunniens)

К вымершим видам из рода настоящих быков относятся:
- тур (Bos primigenius)
- Bos acutifrons
- Bos palaesondaicus

### Филогения
Кладограмма рода Bos:
|  | Як                                                          |
|  |                                                             |
|  | \| \| Зубр \| \| \| \| \| \| Американский бизон \| \| \| \| |
|  |                                                             |
|  | Зубр                                                        |
|  |                                                             |
|  | Американский бизон                                          |
|  |                                                             |

|  | Зубр               |
|  |                    |
|  | Американский бизон |
|  |                    |

|  | Бантенг |
|  |         |
|  | Гаур    |
|  |         |
|  | Купрей  |
|  |         |

|  | Як                                                          |
|  |                                                             |
|  | \| \| Зубр \| \| \| \| \| \| Американский бизон \| \| \| \| |
|  |                                                             |
|  | Зубр                                                        |
|  |                                                             |
|  | Американский бизон                                          |
|  |                                                             |

|  | Зубр               |
|  |                    |
|  | Американский бизон |
|  |                    |

|  | Бантенг |
|  |         |
|  | Гаур    |
|  |         |
|  | Купрей  |
|  |         |

|  | Як                                                          |
|  |                                                             |
|  | \| \| Зубр \| \| \| \| \| \| Американский бизон \| \| \| \| |
|  |                                                             |
|  | Зубр                                                        |
|  |                                                             |
|  | Американский бизон                                          |
|  |                                                             |

|  | Зубр               |
|  |                    |
|  | Американский бизон |
|  |                    |

|  | Бантенг |
|  |         |
|  | Гаур    |
|  |         |
|  | Купрей  |
|  |         |

|  | Як                                                          |
|  |                                                             |
|  | \| \| Зубр \| \| \| \| \| \| Американский бизон \| \| \| \| |
|  |                                                             |
|  | Зубр                                                        |
|  |                                                             |
|  | Американский бизон                                          |
|  |                                                             |

|  | Зубр               |
|  |                    |
|  | Американский бизон |
|  |                    |

|  | Бантенг |
|  |         |
|  | Гаур    |
|  |         |
|  | Купрей  |
|  |         |